# Kristina vom Dorf

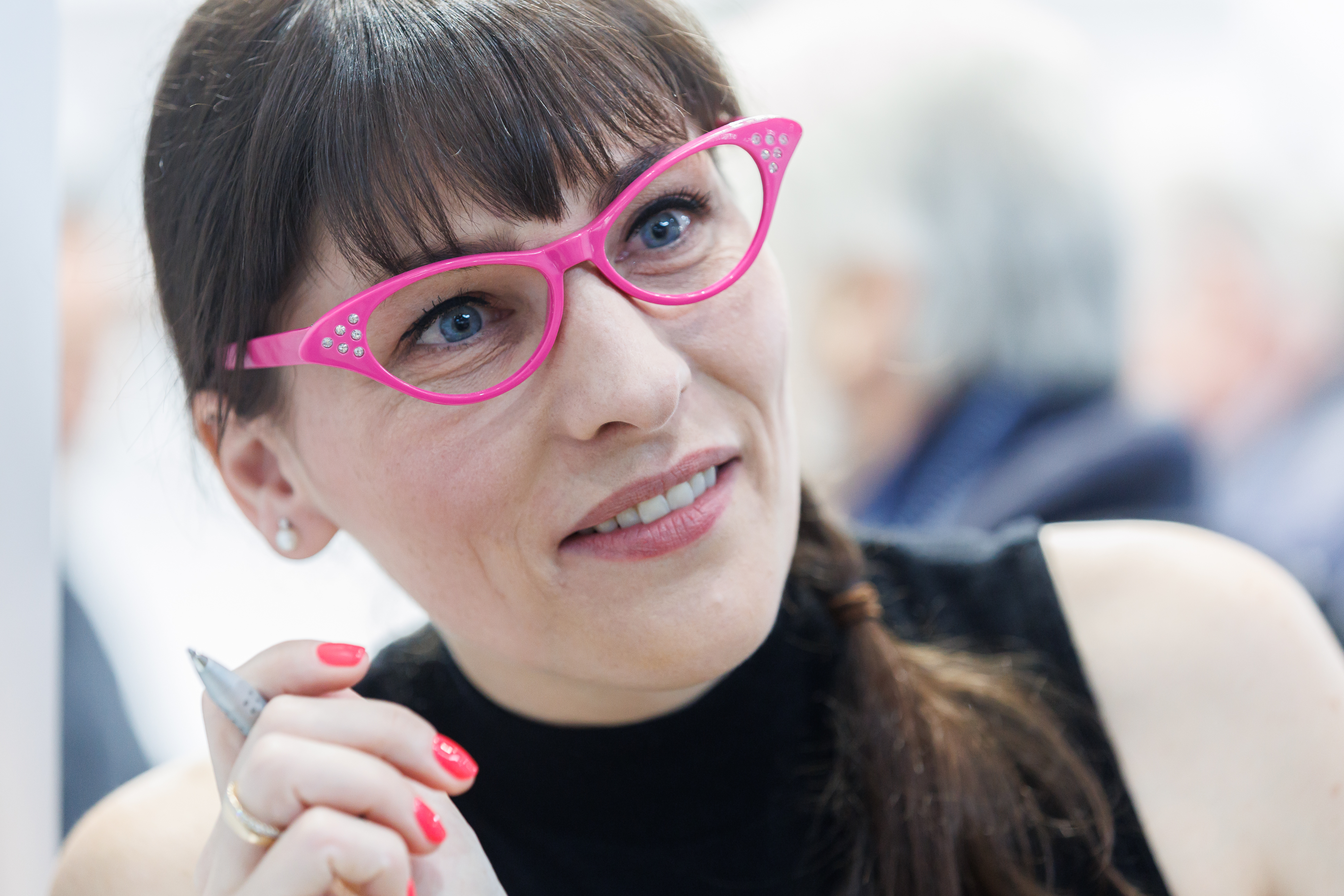
2024 auf der Leipziger Buchmesse

Kristina vom Dorf ist ein Alias von Kristina Zorniger (* 7. Januar 1987 in Werdau), einer deutschen Autorin, Bloggerin und Moderatorin. Sie schreibt vor allem Bücher über die sächsische Sprache und die Menschen in Sachsen.

## Leben
Kristina vom Dorf wurde im Jahr 1987 in Werdau als Kristina Ahnert geboren und wuchs in Langenreinsdorf auf. Sie studierte Medientechnik an der Hochschule Mittweida, wo sie als Bachelor abschloss. Während des Studiums arbeitete sie in Dresden für den MDR Sachsenspiegel. Der anschließende Masterstudiengang führte Kristina vom Dorf nach Leipzig. Durch ihre Arbeit beim Fußballmagazin Sportbuzzer kam sie in Kontakt mit dem Leipziger Fußball und lernte den damaligen Trainer von RB Leipzig, Alexander Zorniger, kennen. Mit ihm gemeinsam ging es zu seinen nächsten Trainerstationen in Stuttgart, Kopenhagen und Zypern.
Seit 2019 ist sie mit Alexander Zorniger verheiratet und hat mit ihm eine Tochter (* 2017) und einen Sohn (* 2019). Über die Zeit in Dänemark schrieb sie ihr zweites Buch. 2022 zog die Familie nach Fürth. Seit spätestens 2025 lebt das Ehepaar getrennt.
Kristina vom Dorf hat sich der Pflege der sächsischen Sprache und Kultur verpflichtet. Sie veröffentlicht Kurzvideos auf Instagram, TikTok und YouTube, die sie in der Rolle der Sachsen Muddi zeigen und die Verwendung des sächsischen Dialekts humorvoll aufgreifen. Kristina vom Dorf war auf der Leipziger Buchmesse 2024 Gast der Sächsischen Staatskanzlei am Messestand So geht sächsisch, wo sie ihr drittes Buch vorstellte und signierte.

## Werke
- How to survive auf dem Dorf: Auf Du und Du mit der Provinz – für Daheimgebliebene, Rückkehrer und Zugezogene!. Schwarzkopf & Schwarzkopf Verlag, Berlin, 2019, ISBN 978-3-86265-773-5
- Was Sie dachten, niemals über Dänemark wissen zu wollen: 55 überraschende Einblicke in das hyggeligste Land der Welt. Conbook Medien GmbH, Neuss, 2022, ISBN 978-3-95889-330-6
- Made in Sachsen: Meine sächsischen Wurzeln, meine Landsleute und ich. Conbook Medien GmbH, Neuss, 2023, ISBN 978-3-95889-458-7